# Anna di Jülich-Kleve-Berg
Anna di Jülich-Kleve-Berg (Kleve, 1º marzo 1552 – Höchstädt, 6 ottobre 1632) nacque come principessa di Jülich-Kleve-Berg e divenne principessa consorte di Neuburg.

## Biografia
Era figlia del duca Guglielmo di Jülich-Kleve-Berg e dell'arciduchessa Maria d'Austria, figlia dell'imperatore Ferdinando I d'Asburgo.
Per parte di madre era dunque imparentata con la casa reale spagnola, oltre che con gli Asburgo austriaci.
Venne data in sposa nel 1574 a Filippo Luigi del Palatinato-Neuburg a cui diede otto figli:
- Anna Maria (Neuburg, 18 agosto 1575-Dornburg, 11 febbraio 1643);
- Dorotea Sabina (Neuburg, 13 ottobre 1576-Neuburg, 12 dicembre 1598);
- Volfango Guglielmo (Neuburg, 4 novembre 1578-Düsseldorf, 20 marzo 1653);
- Otto Enrico (Neuburg, 28 ottobre 1580-Neuburg, 2 marzo 1581);
- Augusto (Neuburg, 2 ottobre 1582-Weinheim, 14 agosto 1632);
- Amalia Edvige (Neuburg, 24 dicembre 1584-Neuburg, 15 agosto 1607);
- Giovanni Federico (Neuburg, 23 agosto 1587-Hilpoltstein, 19 ottobre 1644);
- Sofia Barbara (Neuburg, 3 aprile 1590-Neuburg, 21 dicembre 1591).

## Ascendenza
|                                |                     |                          | Genitori                    |  |  | Nonni |  |  | Bisnonni             |  |  | Trisnonni           |  |
|                                |                     |                          |                             |  |  |       |  |  | Giovanni II di Kleve |  |  | Giovanni I di Kleve |  |
|                                |                     |                          |                             |  |  |       |  |  | Giovanni II di Kleve |  |  | Giovanni I di Kleve |  |
|                                |                     | Elisabetta di Nevers     |                             |  |  |       |  |  | Giovanni II di Kleve |  |  |                     |  |
| Giovanni III di Kleve          |                     |                          |                             |  |  |       |  |  | Giovanni II di Kleve |  |  |                     |  |
|                                |                     | Matilde d'Assia          | …                           |  |  |       |  |  |                      |  |  |                     |  |
|                                |                     | Matilde d'Assia          | …                           |  |  |       |  |  |                      |  |  |                     |  |
|                                |                     | Matilde d'Assia          | …                           |  |  |       |  |  |                      |  |  |                     |  |
| Guglielmo di Jülich-Kleve-Berg |                     | Matilde d'Assia          |                             |  |  |       |  |  |                      |  |  |                     |  |
|                                |                     | Guglielmo di Jülich-Berg | Gerardo di Jülich-Berg      |  |  |       |  |  |                      |  |  |                     |  |
|                                |                     | Guglielmo di Jülich-Berg | Gerardo di Jülich-Berg      |  |  |       |  |  |                      |  |  |                     |  |
|                                |                     | Guglielmo di Jülich-Berg | Sofia di Sassonia-Lauenburg |  |  |       |  |  |                      |  |  |                     |  |
| Maria di Jülich-Berg           |                     | Guglielmo di Jülich-Berg |                             |  |  |       |  |  |                      |  |  |                     |  |
|                                |                     | Sibilla di Hohenzollern  | Alberto III di Brandeburgo  |  |  |       |  |  |                      |  |  |                     |  |
|                                |                     | Sibilla di Hohenzollern  | Alberto III di Brandeburgo  |  |  |       |  |  |                      |  |  |                     |  |
|                                |                     | Sibilla di Hohenzollern  | Anna di Sassonia            |  |  |       |  |  |                      |  |  |                     |  |
| Anna di Jülich-Kleve-Berg      |                     | Sibilla di Hohenzollern  |                             |  |  |       |  |  |                      |  |  |                     |  |
|                                | Filippo I d'Asburgo | Massimiliano I d'Asburgo |                             |  |  |       |  |  |                      |  |  |                     |  |
|                                | Filippo I d'Asburgo | Massimiliano I d'Asburgo |                             |  |  |       |  |  |                      |  |  |                     |  |
|                                | Filippo I d'Asburgo | Maria di Borgogna        |                             |  |  |       |  |  |                      |  |  |                     |  |
| Ferdinando I d'Asburgo         | Filippo I d'Asburgo |                          |                             |  |  |       |  |  |                      |  |  |                     |  |
|                                |                     | Giovanna di Castiglia    | Ferdinando II d'Aragona     |  |  |       |  |  |                      |  |  |                     |  |
|                                |                     | Giovanna di Castiglia    | Ferdinando II d'Aragona     |  |  |       |  |  |                      |  |  |                     |  |
|                                |                     | Giovanna di Castiglia    | Isabella di Castiglia       |  |  |       |  |  |                      |  |  |                     |  |
| Maria d'Austria                |                     | Giovanna di Castiglia    |                             |  |  |       |  |  |                      |  |  |                     |  |
|                                |                     | Ladislao II di Boemia    | Casimiro IV di Polonia      |  |  |       |  |  |                      |  |  |                     |  |
|                                |                     | Ladislao II di Boemia    | Casimiro IV di Polonia      |  |  |       |  |  |                      |  |  |                     |  |
|                                |                     | Ladislao II di Boemia    | Elisabetta d'Asburgo        |  |  |       |  |  |                      |  |  |                     |  |
| Anna Jagellone                 |                     | Ladislao II di Boemia    |                             |  |  |       |  |  |                      |  |  |                     |  |
|                                |                     | Anna di Foix-Candale     | Gastone II di Foix-Candale  |  |  |       |  |  |                      |  |  |                     |  |
|                                |                     | Anna di Foix-Candale     | Gastone II di Foix-Candale  |  |  |       |  |  |                      |  |  |                     |  |
|                                |                     | Anna di Foix-Candale     | Caterina di Navarra         |  |  |       |  |  |                      |  |  |                     |  |
|                                |                     | Anna di Foix-Candale     |                             |  |  |       |  |  |                      |  |  |                     |  |